# José Torres (acteur)
Pour les articles homonymes, voir José Torres.
José Torres est un acteur vénézuélien de cinéma et de télévision, né le 4 juin 1925 à Tocuyito au Venezuela.

## Biographie
Il a participé à des westerns spaghetti.

## Filmographie partielle

### Cinéma
- 1966 : Colorado (La resa dei conti) de Sergio Sollima
- 1966 : Ramon le Mexicain de Maurizio Pradeaux : Lucas
- 1967 : La mort était au rendez-vous (Da uomo a uomo) de Giulio Petroni
- 1967 : Poker au colt (Un poker di pistole) de Giuseppe Vari
- 1967 : Je vais, je tire et je reviens (Vado... l'ammazzo e torno) d'Enzo G. Castellari
- 1967 : Le Dernier Face à face (Faccia a faccia) de Sergio Sollima
- 1968 : Django, prépare ton cercueil ! (Preparati la bara!) de Ferdinando Baldi
- 1968 : Gringo joue et gagne (Tutto per tutto) d'Umberto Lenzi
- 1968 : Saludos hombre (Corri uomo corri) de Sergio Sollima
- 1968 : El Che Guevara de Paolo Heusch
- 1969 : Trois pour un massacre (Tepepa) de Giulio Petroni
- 1969 : Cinq hommes armés (Un esercito di 5 uomini) de Don Taylor et Italo Zingarelli
- 1969 : Le Fossoyeur (Sono Sartana, il vostro becchino) de Giuliano Carnimeo
- 1970 : Django défie Sartana (Django sfida Sartana), de Pasquale Squitieri : Loco, le muet
- 1972 : Le Gang des rebelles de Roberto Mauri : Jim, banquier
- 1972 : Django adios ! (Seminò morte... lo chiamavano il Castigo di Dio!) de Roberto Mauri : Spirito Santo
- 1978 : Oliver's Story de John Korty
- 1983 : Surexposé (Exposed) de James Toback